# Гамбассі-Терме
Гамбассі-Терме, Ґамбассі-Терме (італ. Gambassi Terme) — муніципалітет в Італії, у регіоні Тоскана,  метрополійне місто Флоренція.
Гамбассі-Терме розташоване на відстані близько 230 км на північний захід від Рима, 37 км на південний захід від Флоренції.
Населення — 4856 осіб (2014).

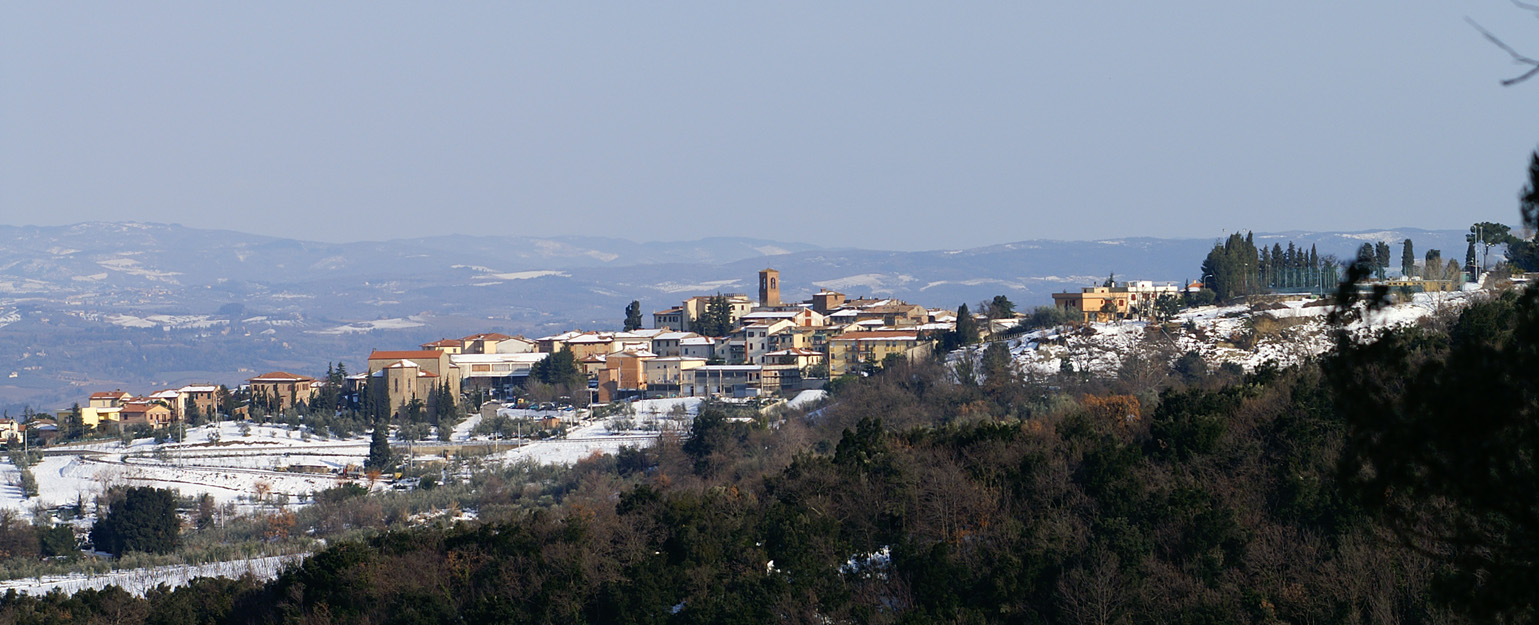

Щорічний фестиваль відбувається 20 січня. Покровитель — San Sebastiano.

## Демографія
Населення за роками:

Станом на 1 січня 2023 року в муніципалітеті офіційно проживало 298 іноземців з 41 країни, серед них 68 громадян країн Євросоюзу та 11 громадян України.

## Сусідні муніципалітети
- Кастельфьорентіно
- Чертальдо
- Монтайоне
- Сан-Джиміньяно
- Вольтерра